# Пфалц E.I/VI
Пфалц E.I/VI је фамилија немачких ловачких авиона из периода Првог светског рата. Први авион Пфалц E.I из ове породица је први пут полетео 1915. године. Породица је имала шест авиона са ознакама од E.I до E.VI а настали су еволуитивним побољшањем основног модела. Укупно је произведено 242 авиона свих модела ове породице у току 1915. и 1916. године.

## Пројектовање и развој
Фабрика за производњу авиона Pfalz Flugzeugwerke GmbH је основна 1913. године па пошто није имала властиту конструкцију авиона одлучила је да израђује авионе по лиценци па је прво производила авионе у сарадњи са Албатросом али та сарадња је прекинута после неколико месеци. Након тога преорјентисали су се на сарадњу са француским Morane-Saulnier и до лета 1914. године произвели су 60 авиона Morane-Saulnier L и откупили лиценцу за производњу авиона Morane-Saulnier H.
Пошто је у међувремену почео Први светски рат настао је застој у производњи ових авиона све до тренутка када су маја месеца 1915. године добили примерак Фокеровог синхронизатора митраљеза са елисом. Одмах су синхронизатор уградили на М-С тип Х и добили прворазредни ловац који је добио назив према немачкој класКрилаификацији војних авиона Пфалц E.I. Овај авион је произведен у 74 примерка, имао је ваздухом хлађени радијални ротативни мотор Oberursel UO снаге 80 KS и један Шпандау (Spandau LMG 08) митраљез калибра 7,92 mm. Исте године је пороизведен и авион Пфалц E.II са појачаним мотором  снаге 100 KS као и почињала производња модела E.III са мотором  снаге 110 KS. Сви ови мотели су били класичне конструкције и израде авиона тога доба: дрвена конструкција и облога од платна и делом дрвена лепенка. Од челичних цеви и профила биле су направљене пирамиде (носачи управљачких сајли), носачи мотора и конструкција стајног трапа.
За модел E.IV који је имао мотор Oberursel UIII снаге 160 KS морала је да се појача носећа структура авиона тако да се челична конструкција продужава на кабину пилота која је обложена шперплочама а реп авиона остаје не промењен: дрвена конструкција и облога од платна. Овај авион за разлику од осталих модела из ове фамилије је био наоружан са два митраљеза Шпандау (Spandau LMG 08).
Пошто се авиациона техника у том периоду нагло развијала ротативни мотори су постали превазиђени па је у наредном моделу E.V уграђен линијски водом хлађени мотор Mercedes DI снаге 105 .
Последњи модел из ове фамилије је био E.VI који је био опремљен као и E.II и служио је за обуку пилота ловаца. Са овим моделом се гаси ова породица авиона с обзиром а су их потиснули знатно бољи двокрилци.

## Технички опис
Труп је дрвене носеће конструкције у прамцу био је прекривен шперплочом, а све остале површине, укључујући и носеће. имале су облогу од платна. Метални делови су били носач мотора на који је причвршћен радијални ротациони мотор Оберурсел, и цевасти пилони за везивање крила и за ужад намењена његовом увијању.
У трупу се налазила отворена пилотска кабина са неопходним инструментима и ветробранским стаклом за заштиту пилота. Испред пилота на горњем делу трупа био је постављен фиксни митраљез који се налазио у хаптичком пољу пилота тако да је могао да интервенише ако дође до заглављивања митраљеза.
Авиони ове фамилије су били опремљени следећим ротативним ваздухом хлађеним радијалним моторима: Oberursel UO снаге 80 KS, Oberursel UI снаге 100 KS, Oberursel UIII снаге 160 KS, Siemens ShI снаге 110 KS и линијским водом хлађеним мотором  снаге 105 KS. Ротативни мотори су били заштићени металном хаубом а линијски мотор је имао коректно изведену капотажу мотора направљену од алуминијумског лима. На вратилу мотора су биле насађене дрвене двокраке вучне елисе фиксног корака.
Крила су била класичне конструкције комбинација дрво, метал и облога од импрегнираног платна. Била су танког профила и облика трапеза. Управљање авионом се изводило деформисањем крила преко ужади (систем Блерио) која су била повезана са управљачком палицом пилота. Репна пераја су била исте конструкције као и крила.
Основни део стајног трапа се састоји од челичне конструкције са два точка на фиксној осовини. Трећа ослона тачка авиона је била дрвена еластична дрљача уграђена испод репа авиона.
Ови авиони су обично били наоружан са 1 фиксним митраљезом Шпандау LMG 08 калибра 7,92 mm, са комплетом муниције од 500 метака. Само модел E.IV је имао 2 митраљеза.

## Варијанте
- Пфалц E.I - Серијски произвођен ловац 1915. са мотором Oberursel UO снаге 80 KS.
- Пфалц E.II - Серијски произвођен ловац 1915. са мотором  снаге 100 KS.
- Пфалц E.III - Серијски произвођен ловац 1915-16. са мотором  снаге 110 .
- Пфалц E.IV - Серијски произвођен ловац 1916. са мотором  снаге 160 .
- Пфалц E.V - Серијски произвођен ловац 1916. са мотором  снаге 105 .
- Пфалц E.VI - Серијски произвођен ловац/школски 1916. са мотором  снаге 100 [3].

### Технички подаци фамилије авиона  Пфалц E.I/VI[1]
| Величине           | Пфалц E.I          | Пфалц E.II          | Пфалц E.III        | Пфалц E.IV            | Пфалц E.V          | Пфалц E.VI          |
| ------------------ | ------------------ | ------------------- | ------------------ | --------------------- | ------------------ | ------------------- |
| Година производње  | 1915.              | 1915.               | 1915-16.           | 1916.                 | 1916.              | 1916.               |
| Намена             | ловац              | ловац               | ловац              | ловац                 | ловац              | школски             |
| Посада             | 1                  | 1                   | 1                  | 1                     | 1                  | 1                   |
| Дужина             | 6,30 m             | 6,45 m              | 6,85 m             | 6,60 m                | 6,60 m             | 6,45 m              |
| Размах             | 9,26 m             | 10,20 m             | 11,20 m            | 10,20 m               | 10,20 m            | 10,20 m             |
| Висина             | 2,55 m             | 2,55 m              | 3,40 m             | 2,55 m                | 2,60 m             | 2,55 m              |
| Површина крила     | 14,40 m²           | 16,00 m²            | 18,50 m²           | 16,00 m²              | 16,00 m²           | 16,00 m²            |
| Маса празног       | 345 kg             | 410 kg              | 445 kg             | 471 kg                | 510 kg             | 410 kg              |
| Полетна маса       | 535 kg             | 620 kg              | 705 kg             | 694 kg                | 696 kg             | 620 kg              |
| Погон (мотор)      | Oberursel UO 80 KS | Oberursel UI 100 KS | Siemens ShI 110 KS | Oberursel UIII 160 KS | Mercedes DI 105 KS | Oberursel UI 100 KS |
| Највећа брзина 0 m | 145 km/h           | 150 km/h            | 150 km/h           | 160 km/h              | 165 km/h           | 150 km/h            |
| Плафон лета        | 3300 m             | 3300 m              | 4000 m             | 3300 m                | 3000 m             | 3300 m              |
| Долет              | 360 km             | 440 km              | 500 km             | 300 km                | 360 km             | 440 km              |
| Успон              | 216 m/min          | 248 m/min           | 235 m/min          | 317 m/min             | 240 m/min          | 248 m/min           |
| Наоружање митраљез | 1 х LMG 08/15      | 1 х LMG 08/15       | 1 х LMG 08/15      | 2 х LMG 08/15         | 1 х LMG 08/15      | 1 х LMG 08/15       |
| Испоручено ком.    | 74                 | 80                  | 20                 | 24                    | 24                 | 20                  |

## Наоружање
| Наоружање авиона: Пфалц        |                     |
| Ватрено (стрељачко) наоружање  |                     |
| Топ                            |                     |
| Митраљез                       |                     |
| Број и ознака митраљеза        | 1 Spandau LMG 08/15 |
| Број метака                    | 500                 |
| Калибар                        | 7,92                |
| Бомбардерско наоружање (бомбе) |                     |
| Ракетно наоружање (ракете)     |                     |

## Оперативно коришћење
Укупно је произведено 242 свих модела из ове породица авиона. Ови авиони су се користили као ловци током 1915. и 1916. године на свим фронтовима. Углавном су били заштитна пратња двоседим извиђачким авионима. Неправедно су били у сенци много бројнијих Фокерових ловаца.

## Земље које су користиле овај авион
- Немачко царство